# Медитриналия
Медитриналия (на латински: Meditrinalia) е празник в Древен Рим на 11 октомври в чест на бог Юпитер. Името идва от mederi („лекуване“).
На този ден се опитва за пръв път новата шира, след като преди това се дарява една Libation (Възлияние). При това новата шира се смесва със сварена шира от предишната година. Така новото смесено вино ставало много лековито. Според Варон са казвани следните думи:
Novum vetus vinum bibo, novo veteri morbo medeor („Аз пия ново и старо вино, за да бъда излекуван от нова и стара болест“)